# Neil Innes
Neil James Innes (født 9. december 1944, død 29. december 2019) var en engelsk forfatter, komiker og musiker. Han samarbejdede med Monty Python og spillede i Bonzo Dog Doo-Dah Band og The Rutles.

## Diskografi

### Soloalbum
- How Sweet To Be An Idiot (1973)
- The Rutland Weekend Songbook (with Eric Idle) (1976)
- Taking Off (1977)
- The Innes Book of Records (1979)
- Off the Record (1982)
- Erik the Viking (soundtrack) (1989)
- Re-Cycled Vinyl Blues (opsamlingsplade, 1994)
- Recollections 1 (2000)
- Recollections 2 (2001)
- Recollections 3 (2001)
- Works in Progress (2005)
- Live At Martyrs (2005)
- Dogman (A Comedy Musical Story For Children) (2005)
- Innes Own World – Best Bits Part One (2010)
- Innes Own World – Best Bits Part Two (2010)
- "Back Catalogue: Silly Songs" (2010)
- "Back Catalogue: Love Songs" (2010)
- "Back Catalogue: Protest Songs" (2010)
- "Back Catalogue: Party Songs" (2010)
- Farewell Posterity Tour (med Fatso) (2014)

### Singler
| År   | Titel                                                    | Pladeselskab              |
| ---- | -------------------------------------------------------- | ------------------------- |
| 1973 | "How Sweet To Be An Idiot"/"The Age of Desperation"      | United Artists UP 35495   |
| 1973 | "Momma B"/"Immortal Invisible"                           | United Artists UP 35639   |
| 1974 | "Re-cycled Vinyl Blues"/"Fluff on the Needle"            | United Artists UP 356756  |
| 1974 | "Lie Down and Be Counted"/"Bandwagon"                    | United Artists UP 35745   |
| 1975 | "What Noise Annoys a Noisy Oyster"/"Oo-Chuck-A-Mao-Mao"  | United Artists UP UP35722 |
| 1977 | "Lady Mine"/"Crystal Balls"                              | Arista ARISTA 106         |
| 1977 | "Silver Jubilee (A Tribute)"/"Drama on a Saturday Night" | Arista ARISTA 123         |
| 1978 | "Protest Song"/"The Hard-To-Get"                         | Warner Brothers K 17182   |
| 1979 | "Amoeba Boogie"/"Theme"                                  | Polydor POSP 107          |
| 1979 | "Kenny and Liza"/"Human Race"                            | Polydor 2059 207          |
| 1982 | "Them"/"Rock of Ages"                                    | MMC MMC 100               |
| 1982 | "Mr. Eurovision"/"Ungawa"                                | MMC MMC 103               |
| 1984 | "Humanoid Boogie"/"Libido"                               | PRT 7P 298/12P 298        |
| 2009 | "Imitation Song"                                         | Neil Innes Music          |
| 2014 | "Rio" (with The Values)                                  | East Central One/iTunes   |

## The Bonzo Dog Doo-Dah Band
- "Gorilla" (1967)
- "The Doughnut In Granny's Greenhouse" (1968)
- "Tadpoles" (1969)
- "Keynsham" (1969)
- "Let's Make Up And Be Friendly" (1972)
- "Pout L'Amour des Chiens" (2007)

## The World
- Lucky Planet (1970)

## GRIMMS
- Grimms (1973)
- Rockin' Duck (1973)
- Sleepers (1976)